# 大分県立春日浦野球場
大分県立春日浦野球場（おおいたけんりつかすがうらやきゅうじょう）は、かつて大分県大分市王子北町にあった公立の野球場である。略称は春日浦球場。

## 沿革
1948年2月に、大分県大分市王子北町の旧大分師範学校跡に完成した。社会人野球や夏の高校野球県大会の試合会場として使用されたが、1980年3月に大洲総合運動公園硬式野球場が完成した一方で、本球場は老朽化が進んでいたことから、2005年3月に閉場した。
跡地には2007年4月14日に複合商業施設のフレスポ春日浦がオープンしている。フレスポ春日浦の敷地内には春日浦野球場の得点ボードの記念碑が建てられるとともに、フレスポ春日浦の核店舗であるトキハインダストリー春日浦フードスタジアム内には春日浦野球場建設の経緯や開場式、グラウンドの紹介をはじめ、大分県の野球界の歴史を紹介する写真を展示した「春日浦ボールメモリー」が設けられている。

## プロ野球公式戦開催実績
- 1948年7月29日 南海ホークス 1-3 中日ドラゴンズ
- 1949年8月14日 大阪タイガース 18-5 大陽ロビンス
- 1950年5月23日 西鉄クリッパース 3-9 毎日オリオンズ
- 1950年8月22日 西鉄クリッパース 7-5 阪急ブレーブス
- 1951年5月19日 大洋ホエールズ 12-13 松竹ロビンス
  - 日本プロ野球タイ記録となる10点差逆転試合の2例目。
- 1952年7月30日 大洋ホエールズ 12-9 読売ジャイアンツ
- 1953年9月01日 国鉄スワローズ 2-3 名古屋ドラゴンズ
- 1959年10月8日 西鉄ライオンズ 0-1 大毎オリオンズ